# Tênis na Universíada de Verão de 1991

## Quadro de medalhas
| Ordem | País               | Medalha de ouro | Medalha de prata | Medalha de bronze |   |
| ----- | ------------------ | --------------- | ---------------- | ----------------- | - |
| 1     | JPN Japão          | 2               | 2                |                   | 4 |
| 2     | KOR Coreia do Sul  | 1               | 1                | 2                 | 4 |
| 3     | USA Estados Unidos | 1               |                  | 2                 | 3 |
| 4     | CHN China          | 1               |                  |                   | 1 |
| 5     | ITA Itália         |                 | 1                | 2                 | 3 |
| 6     | GBR Grã-Bretanha   |                 | 1                | 1                 | 2 |
| 7     | ESP Espanha        |                 |                  | 2                 | 2 |
| 8     | INA Indonésia      |                 |                  | 1                 | 1 |